# Jakob Kaltwetter

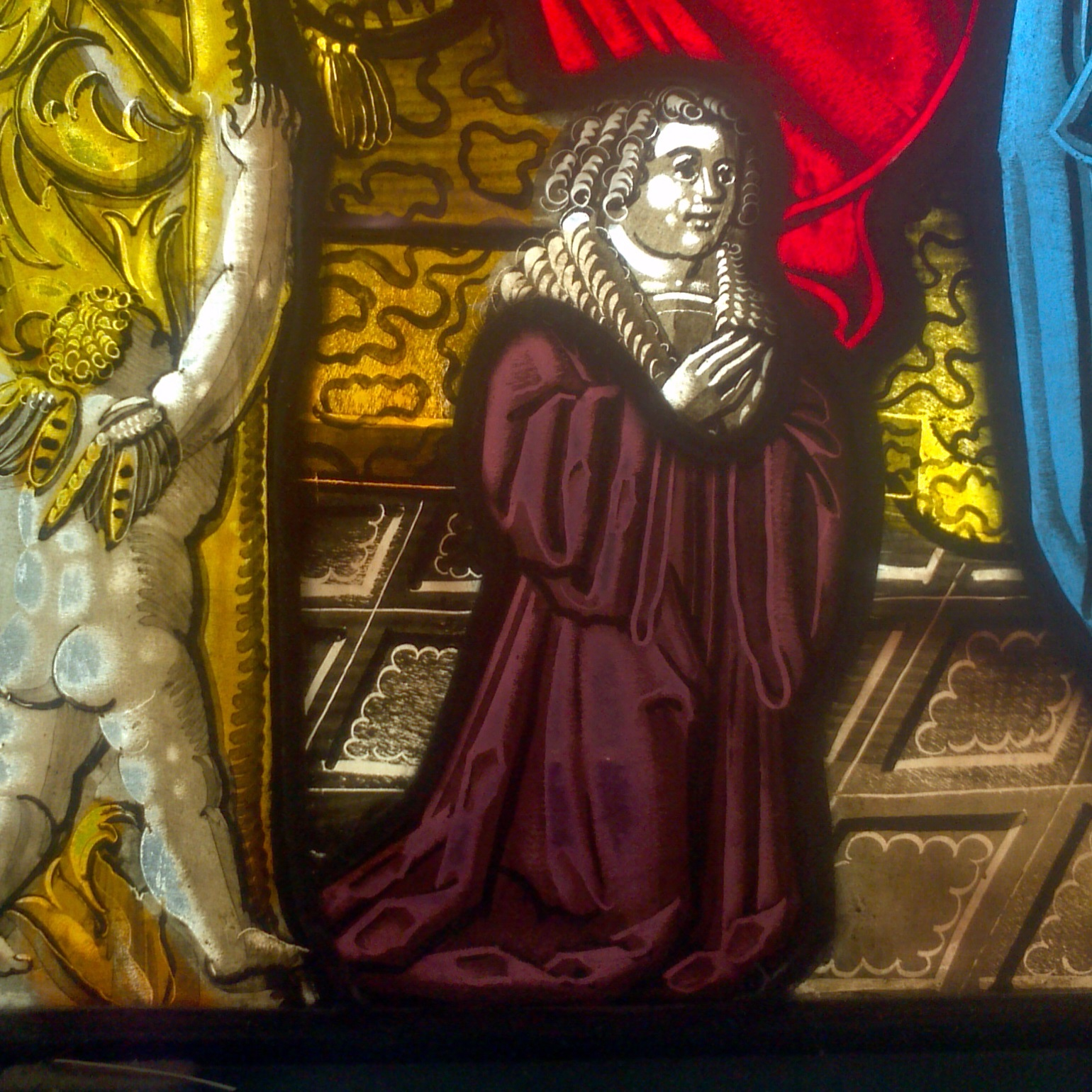
Jakob Kaltwetter, Detail einer Bildscheibe im Kloster Wettingen, datiert 1518

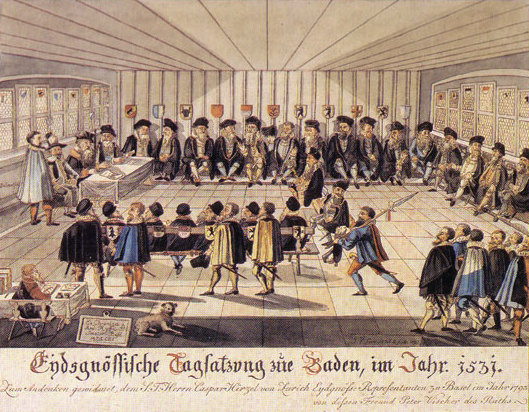
Tagsatzung in Baden 1531, dessen Mitglied Kaltwetter war

Jakob Kaltwetter (* vor 1502; † 1537 in Baden) war Ratsmitglied, Beauftragter der Verwaltung und Richter der Stadt Baden.
Kaltwetter gilt als strenger Katholik in der Zeit der Gegenreformation und hat als Bürger der Stadt Baden im Aargau mit seinem diplomatischen Verhandlungsgeschick grosse Verdienste erworben. Für die Jahre 1502 bis 1510 ist er in den Akten mehrfach als Gerichtsherr genannt, für das Jahr 1505 war er für den Rat der Vierzig, 1511 für den Kleinen Rat bestimmt. Diese Berufungen lassen vermuten, dass Kaltwetter einer einflussreichen Familie abstammte. Nach Aktenlage war er bis 1526 auch Pfleger und Meister des städtischen Spitals.
Bereits 1503 war Kaltwetter Teilnehmer am sogenannten Zug der Eidgenossen nach Bellinzona und in die Lombardei, um erfolgreich die von Ludwig XII. verhängte Handelssperre zu brechen. Zehn Jahre später war er Venner auf einer Mission zum Herzogtum Mailand (Schlacht bei Marignano). 1527 ersetzte Kaltwetter den reformationsfreudigen Bernhard Brunner im Amt als Untervogt, am 28. November 1528 überzeugte er die Nachbargemeinde Klingnau mit einem Empfehlungsschreiben von Bischof Konrad von Konstanz derart, dass sie den Treueschwur auf die Katholische Lehre ablegten. Andere benachbarte Orte wie Zurzach und Kaiserstuhl folgten. Klingnau war deshalb wichtig, weil man kurz nach dem Schwur sechs Täufern namhaft werden konnte, die zunächst alle arrestiert wurden. Der Rat der Stadt Klingnau ging aber sehr schonend mit ihnen um; schon kurz darauf wurden alle bis auf einen wieder freigelassen.: S. 84–85 : S. 148–149
Im Jahr 1531 wurde Kaltwetter durch eine Verfügung der Fünf Orte als ein Führer der Schlacht bei Kappel bestimmt, die sich gegen die Lebensmittel-Sperre der Reformierten richtete.: S. 96 Nach diesen kriegerischen Auseinandersetzungen versah er wieder seinen Dienst bei der Stadtverwaltung und im Kleinen Rat.: S. 243
Jakob Kaltwetter besass ein Haus in der Halde, das den Namen seines Schutzheiligen Jakob hatte (heutiges Haus Haldenstrasse 7). Er war zweimal verheiratet und war 1518 Stifter einer Bildscheibe von Kloster Wettingen (Nordseite III 1), auf der er abgebildet ist.: S. 94: S. 144